# Maria Casadevall
Maria Carolina Casadevall Gonzaga (São Paulo, 24 de juliol de 1987) és una actriu brasilera d'ascendència catalana.

## Carrera artística
Maria va començar a treballar com actriu en publicitat, fent el seu primer anunci als 16 anys. Poc després va cursar estudis d'interpretació escènica amb el director Fernando Leal, i ambé va assistir a l'Escola d'Actors de Wolf Maya.
L'actriu va començar la seva carrera l'any 2009, participant a les obres de teatre Roberto Zucco i Hipóteses Para o Amor e a Verdade, de la companyia Satyros de São Paulo. Va signar un contracte amb la TV Globo i va debutar l'any 2011 en la minisèrie Lara com Z interpretant Tininha, una dona transgressora i el 2013 va ser escollida per incorporar-se al repartiment de la telenovel·la Amor à Vida. Gràcies al seu paper de Patrícia, el desembre de 2013 va ser escollida Dona de l'Any en una votació de la revista GQ Brasil.
L'any 2014 va protagonitzar la sèrie Lili, a Ex, del canal GNT. El 2016, va reprendria el paper en la segona temporada de la sèrie. Entre mig, el 2015 va ser una de les protagonistes de I Love Paraisópolis, telenovel·la d'Alcides Nogueira. L'any 2017 es va incorporar al repartiment de dues noves sèries: Os Dias Eram Assim -com la doctora xilena Rimena, la dona del protagonista- i Vade Retro, com la malvada Lilith. El 2018, al costat de Cauã Reymond, va protagonitzar dues temporades de la sèrie Ilha de Ferro, interpretant el paper de l'enginyera petroliera Júlia. El 2019 se la va poder veure a la minisèrie de Netflix Coisa Mais Linda, on interpretava el paper protagonista: Maria Luiza, una jove i rica de São Paulo, que obre una discoteca bossa nova a Rio de Janeiro en cerca de la seva independència.

## Vida personal
Els avis materns de Maria Carolina eren catalans.
L'any 2013, durant l'enregistrament de la telenovel·la Amor à Vida, va iniciar una relació amb l'actor Caio Castro, la seva parella sentimental en la sèrie. La relació va acabar l'any 2015, poc després de finalitzar l'enregistrament de la telenovel·la I Love Paraisópolis, on també van coincidir.
El 2021 va començar a sortir amb la percussionista Larissa Mares.

## Filmografia

### Televisió
| Any     | Títol               | Personatge                               |
| ------- | ------------------- | ---------------------------------------- |
| 2011    | Lara com Z          | Maria Valentina Ventura Passos (Tininha) |
| 2013    | Amor à Vida         | Patrícia Mileto Gusmão                   |
| 2014–16 | Lili, a Ex          | Lili Bernardes                           |
| 2015    | I Love Paraisópolis | Margot Bidalek (Margarida)               |
| 2017    | Vade Retro          | Lilith                                   |
| 2017    | Os Dias Eram Assim  | Rimena Garcia                            |
| 2018–19 | Ilha de Ferro       | Julia Bravo                              |
| 2019-20 | Coisa Mais Linda    | Maria Luiza Carone (Malu)                |
| 2023    | Rio Connection      | Júlia                                    |

### Cinema
| Any  | Títol                 | Personatge       | Notes        |
| ---- | --------------------- | ---------------- | ------------ |
| 2015 | Depois de Tudo        | Bebè             |              |
| 2017 | A Ordem do Caos... Ou | Ana              | Curtmetratge |
| 2018 | Mulheres Alteradas    | Leandra          |              |
| 2021 | Garota da Moto        | Joana "Jô" Souza |              |

### Videoclips
| Any  | Cançó              | Artista   |
| ---- | ------------------ | --------- |
| 2021 | "Alucinação"       | Ana Cañas |
| 2021 | "Sujeito de Sorte" | Ana Cañas |

### Internet
| Any  | Títol                  | Personatge               | Nota      |
| ---- | ---------------------- | ------------------------ | --------- |
| 2020 | Rádio Coisa Mais Linda | Maria Luiza Carone (Malu | Sèrie web |

## Teatre
| Any     | Obra                              | Personatge           | Nota        |
| ------- | --------------------------------- | -------------------- | ----------- |
| 2009    | Roberto Zucco                     | Burgesa              |             |
| 2009–10 | Hipóteses Para o Amor e a Verdade | Personatges diversos |             |
| 2011    | Autopeças: Fantasmas da Noite     | Ana                  |             |
| 2012–13 | A Nossa Gata Preta e Branca       | Actriu               | També autor |
| 2016    | Phedras por Phedra                | Phedra de Córdoba    |             |
| 2016    | Haiti Somos Nós                   | intèrpret            |             |

## Premis i nominacions
| Any  | Premi                         | Categoria                                  | Treball             | Resultat   |
| ---- | ----------------------------- | ------------------------------------------ | ------------------- | ---------- |
| 2013 | Prêmio Extra de Televisão     | Millor actriu revelació                    | Amor à Vida         | Nominada   |
| 2013 | Capricho Awards               | Millor actriu nacional                     | Amor à Vida         | Nominada   |
| 2013 | Capricho Awards               | "Trofeu Pegação" (amb Caio Castro)         | Amor à Vida         | Nominada   |
| 2013 | Prêmio Quem de Televisão      | Revelació de televisió                     | Amor à Vida         | Nominada   |
| 2013 | Melhores do Ano               | Millor actriu revelació                    | Amor à Vida         | Nominada   |
| 2013 | Melhores do UOL e PopTevê     | Millor intèrpret revelació                 | Amor à Vida         | Nominada   |
| 2013 | Melhores do UOL e PopTevê     | Millor parella romàntica (amb Caio Castro) | Amor à Vida         | Nominada   |
| 2013 | Prêmio Men of the Year Brasil | Dona de l'any                              | Amor à Vida         | Guanyadora |
| 2014 | Prêmio Contigo! de TV         | Millor actriu revelació                    | Amor à Vida         | Nominada   |
| 2014 | Troféu Internet               | Millor actriu revelació                    | Amor à Vida         | Nominada   |
| 2014 | Prêmio F5                     | Actriu de l'any (sèrie o minisèrie)        | Lili, a Ex          | Nominada   |
| 2017 | Prêmio Extra de Televisão     | Cançó de telenovel·la                      | "Aos Nossos Filhos" | Nominada   |
| 2017 | Melhores do Ano NaTelinha     | Millor secundari                           | Os Dias Eram Assim  | Nominada   |
| 2018 | Prêmio The Brazilian Critic   | Millor actriu en sèrie dramàtica           | Ilha de Ferro       | Nominada   |
| 2019 | Troféu APCA                   | Millor actriu de televisió                 | Coisa Mais Linda    | Nominada   |
| 2021 | Poc Awards                    | Poc do Ano                                 | Maria Casadevall    | Nominada   |
| 2022 | Festival Sesc Melhores Filmes | Millor actriu nacional                     | Garota da Moto      | Nominada   |